# Мој брат Алекса
„Мој брат Алекса” је југословенски филм из 1991. године. Режирали су га Александар Јевђевић и Срђан Јевђевић а сценарио су написали Ђорђе Лебовић и Јосип Лешић.

## Радња
Прича о песнику Алекси Шантићу, визионару и романтичару и великом губитнику у приватном животу.
Рођен је у строго патријархалној, богатој мостарској трговачкој породици, у конзервативној друштвеној средини, у контроверзним временима са краја 19 и почетка 20 века.
Врло млад се заљубљује у Славонку Анку Томлиновић, ћерку сиромашног фотографа коју оставља под притиском своје породице. Касније упознаје Зорку Шолину, младу и богату Мостарку, која због интереса своје породице напушта песника.
У зрелим годинама, Алекса Шантић се страсно ангажује у друштвеном и политичком животу свога доба. Следе разочарања, сиромаштво, болест, усамљеност и извесност преране смрти. О животу песника који је на самрти прича његов старији брат Перо Шантић.

## Улоге
| Глумац                | Улога                  |
| --------------------- | ---------------------- |
| Бранислав Лечић       | Алекса Шантић          |
| Снежана Богдановић    | Анка Томлиновић        |
| Алма Прица            | Зорка Шола             |
| Урош Крављача         | Аџо                    |
| Александар Берчек     | Брат Перо              |
| Нада Ђуревска         | Мајка Мара             |
| Миодраг Кривокапић    | Отац Ристо             |
| Гојко Шантић          | Ата Шола               |
| Мустафа Надаревић     |                        |
| Даринка Ђурашковић    |                        |
| Тања Фехер            | Ташта Пере Шантића     |
| Јозо Лепетић          |                        |
| Никола Јурин          |                        |
| Тонко Лонза           |                        |
| Жарко Мијатовић       |                        |
| Миодраг Мики Крстовић | (као Миодраг Крстовић) |
| Светислав Гонцић      | (као Светислав Гонцић) |
| Миодраг Трифунов      | Томлиновић             |
| Ирина Добник          |                        |
| Зоран Бечић           |                        |
| Бранко Цвејић         | Шмита                  |
| Владо Јокановић       |                        |

Остале улоге  ▼
| Глумац                  | Улога       |
| ----------------------- | ----------- |
| Бранка Бајић            |             |
| Игор Первић             | Осман Ђикић |
| Томислав Крстић         |             |
| Сенад Башић             | Освалд      |
| Јосипа Мауер            |             |
| Велимир Пшеничник Њирић |             |
| Ина Гогалова            |             |
| Радојко Малбаша         |             |
| Маја Тица               |             |
| Оливера Викторовић      |             |
| Павле Илић              |             |
| Мирко Влаховић          |             |
| Јулија Бисан            |             |
| Александар Стојановић   |             |
| Здравко Биоградлија     |             |
| Владан Дујовић          | Млади Перо  |
| Урош Лебовић            |             |
| Борис Радмиловић        |             |